# 德永合脈石蛾
德永合脈石蛾（学名：Cheumatopsyche tokunagai）为紋石蛾科合脈石蛾屬下的一个种。